# Dassault Mirage IIIV
Dassault Mirage IIIV, také Mirage III V, byl prototyp francouzského stíhacího letounu s kolmým startem a přistáním (VTOL) z poloviny 60. let vyvinutý a vyráběný společností Dassault Aviation.
Mirage IIIV byla odvozena z existujícího konvenčního stíhacího letounu Dassault Mirage III; hlavním rozdílem mezi těmito dvěma typy bylo přidání osmi malých motorů pro kolmý start, rozmístěných kolem hlavního motoru. Tyto motory byly použity během vertikálních vzletů a přistání, ale během horizontálního letu byly neaktivní. Mirage IIIV vznikla jako reakce na vydání požadavku NATO – „Základní vojenský požadavek NATO 3“ (NATO Basic Military Requirement 3, NBMR-3), na nadzvukový úderný stíhací letoun se schopnostmi VTOL.
Mirage IIIV soutěžila s letounem Hawker Siddeley P.1154 z kategorie VTOL, příbuzného s letounem Hawker Siddeley Harrier. Obě letadla soutěžila o výběr, aby splňovala požadavek NBMR-3. Zatímco na Mirage IIIV se pohlíželo jako na politicky přijatelnější vzhledem k tomu, že byl kladen důraz na nadnárodní plány rozvoje a výroby, tak návrh P.1154 (který používal pouze jeden motor) byl považován za jednodušší a praktičtější. Nakonec byl P.1154 vybrán tak, aby splňoval požadavek NBMR-3 na úkor Mirage IIIV. Jeden ze dvou konstruovaných prototypů byl při nehodě zničen, krátce po ztrátě byl celý projekt ukončen a zbylé letadlo je od té doby umístěno v muzeu Le Bourget.

## Specifikace (Mirage IIIV-01)

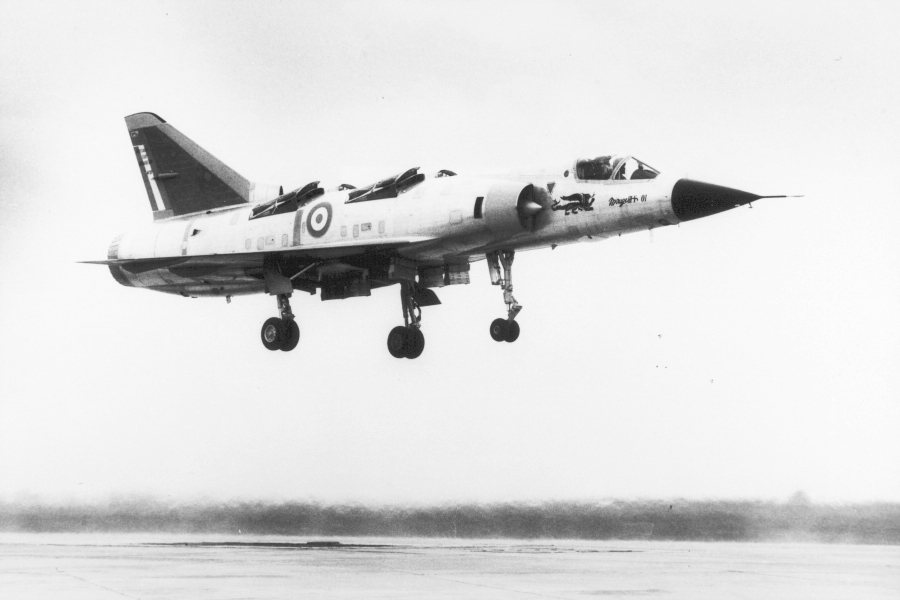
Dassault Mirage IIIV během testů

### Technické údaje
- Osádka: 1
- Délka: 18 m
- Rozpětí: 8,72 m
- Výška: 5,55 m
- Maximální vzletová hmotnost: 10 000 kg
- Pohonná jednotka: 1× dvouproudový motor Pratt & Whitney/SNECMA TF104 o tahu 88,26 kN s přídavným spalovaním
- Pohonná jednotka: 8× proudový motor Rolls-Royce RB162, každý o tahu 19,61 kN, pouze pro kolmý start

### Výkony
- Maximální rychlost: Mach 2,04